# Esther and the King
Esther and the King es una película épica italoestadounidense de 1960 dirigida, escrita, y producida por Raoul Walsh (con Mario Bava, director de fotografía de la película, siendo acreditado como codirector en las impresiones italianas de la película). Fue producida en Cinemascope y DeLuxe Color, producida y distribuida por 20th Century Fox, y protagonizada por Joan Collins. Basada en el Antiguo Testamento, esta epopeya recrea el Libro de Ester, el relato que es la base para la celebración judía de Purim.

## Argumento
La película se desarrolla en Persia en el siglo V a. C. Después de que la esposa del rey es asesinada, Ester (una mujer judía) llama la atención del recientemente viudo rey Asuero. El rey ha estado tratando de sofocar y derrotar la campaña de odio contra los judíos por su malvado ministro Amán (Sergio Fantoni). Antes de que el rey pueda emparejarse con Esther y derrotar al villano Áman, hay varias aventuras intermedias y una atractiva mujer adicional que compite por su atención.

## Reparto
- Joan Collins como Ester.
- Richard Egan como el rey Asuero.
- Denis O'Dea como Mardoqueo.
- Sergio Fantoni como Amán.
- Renato Baldini como Kildrates.
- Gabriele Tinti as Samuel.
- Rosalba Neri como Keresh.
- Daniela Rocca como la reina Vashti.
- Folco Lulli como Tobiah.
- Rik Battaglia como Simon.

## Biografía
- Hughes, Howard (2011). Cinema Italiano – The Complete Guide From Classics To Cult. Londres – Nueva York: I. B. Tauris. ISBN 978-1-84885-608-0.